# Разложани
Разложани (до 1925 година мехомийци) са жителите на град Разлог, България (до 1925 година Мехомия). Това е списък на най-известните от тях.

### Родени в Разлог
А – Б – В – Г – Д –
Е – Ж – З – И – Й —
К – Л – М – Н – О —
П – Р – С – Т – У —
Ф – Х – Ц – Ч – Ш —
Щ – Ю – Я

### А
- Аврам Андреев (1928 – 2024), виден български оперен певец, тенор[1]
- Аврам Тасков, свещеник и учител в родния си град
- Александър Баров (1931 – ), български архитект
- Ангел Рачов (1864 – след 1943), деец на ВМОРО
- Атанас Георгиев Самарджиев (1897 – 1923), получил основно образование в Мехомия, след Първата световна война работи като архивар в съда в Горна Джумая, с комунистически убеждения, участник в Септемврийското въстание с Горноджумайския отряд, убит при престрелка на 24 септември[2]
- Атанас Попкостов (1873 – 1912), деец на ВМОРО
- Атанас Пражаров (1902 – 1939), български комунист

### Б
- Благой Даскалов (1867 – 1956), деец на ВМОРО
- Бойка Асиова (1945 – ), българска писателка и журналистка
- Борис Галчев (р. 1983), български футболист
- Борис Кременлиев (1911 – 1988), американски музиколог и композитор

### В
- Владимир Каназирев (1879 – 1962), български революционер и военен
- Владимир Кипров (1880 – 1903), български революционер
- Владислав Каназирев (1876 – 1950), български революционер

### Г
- Гаврил Тасков (1769 – 1846), български просветен деец
- Генадий Рилец, ученик на Неофит Рилски (1835), учител в училището при църквата „Св. Троица“ в Панагюрище (1839 – 1841)[3]
- Георги Белчев (1865 – след 1943), деец на ВМОРО
- Георги Бицин (1922 – 1965), български писател и поет[4]
- Георги Исидоров Копанаров (1865 – след 1943), български революционер
- Георги Кондев (1872 – 1960), български революционер
- Георги Лазаров Дурмишков (1857 – 1930), български опълченец
- Георги П. Малчев (1868 – ?), български военен, завършил военно-педагогически курсове в Санкт Петербург в 1908 г.[5]
- Георги Палигаров (? – 1876), български революционер
- Георги Пражаров (1905 – ?), български комунист, кмет на града
- Георги Рачев Ангелов (1888 – 1977), член на БКП от 1919 г., участник в Септемврийското въстание в 1923 г., емигрант от 1923 до 1932 г., ятак на комунистическите партизани 1941 – 1944 г.[6]
- Григор Кондев (1835 – 1925), български общественик

### Д
- Данаил Илиев Юруков (1887 – ?), член на БКП от 1919 г., политзатворник от 1933 до 1938 г., ятак на партизаните от 1941 до 1944 г., след Деветосептемврийския преврат е председател на ТСЗС – Разлог[7]
- Даниела Георгиева Ядкова (р. 5 април 1983), попфолк и фолклорна певица
- Дафе Захов (? – 1906), български революционер
- Димитър Ботков (Минко Бодков) (1878 – 1943), български революционер, деец на ВМОК, внук на Яне Ботков
- Димитър Герасимов (1947), български актьор
- Димитър Василев Кюркчиев (1870 – 1935), български деец на ВМРО

### Е
- Елена Лагадинова (1930 – 2017), българска комунистка, държавник

### З
- Зорка Първанова (1958 – ), български историк, съпруга на президента Георги Първанов

### И
- Иван Димитров, доброволец в четата на Иван Атанасов – Инджето през Сръбско-българската война в 1885 година[8]
- Иван Димитров (р. 1973), български политик
- Иван Каназирев (1872 – 1920), български революционер
- Иван Кондев (1845 – 1885), български общественик
- Иван Попмихайлов (1832 – 1925), български просветен деец
- Иван Стойчев (1867 – 1903), български военен и революционер, войвода на ВМОК
- Иван Юруков (1883 – 1903), деец на ВМОРО
- Игнат Г. Шишков, учител и свещеник в родния си град от 1840 година, син е на свещеник[9]
- Илия Попмихайлов (1862 – ?), български просветен деец
- Илия Симон, свещеник в родния си град от началото на XIX век до 1835 година, борец за българска църква и възраждане на българския език, баща на Панайот Симон[10]
- Исидор Копанаров - Цигата (? – 1903), български революционер, загинал по време на Илинденското въстание в Мехомия[11]

### Й
- Йосиф Манзурски (1774 – 1814), български просветен и духовен деец

### К
- Кольо Маноилов, доброволец в четата на Иван Атанасов – Инджето през Сръбско-българската война в 1885 година[8]
- Константин Самарджиев (1862 – 1928), български учител и църковен деец
- Костадин Костов (1850 – ?), български учител и революционер
- Костадин Патоков (1894 – 1925), български комунист
- Костадин Петров Копанаров (1912 – 1999), български комунист, член на БКП от 1937 г., осъден на смърт в Кавала в 1943 г. за нелегална дейност, след Деветосептемврийския преврат работи в МВР (1944 – 1949), в Центмонтаж (1949 – 1952) и в Софийска електрификационна област (1952 – 1962), оставя спомени[12]
- Костадин Рачев (1915 – 1944), български комунист
- Костадин Чилев (1836 – 1937), български учител и свещеник в родния си град[13]
- Красимир Мекушинов (1952 – 2018) професор по вирусология
- Кръстьо Стойчев (1910 – 1975) партизанин и деец на ВМРО (обединена)
- Кръстю Тренчев (1887 – след 1950), български революционер

### М
- Михаил Манзурски (1799 – 1864), български просветен деец
- Мирчо Кипрев (1880 – 1903), български революционер, драмски войвода на ВМОРО

### Н
- Никола Ангелов (1838 – ?), участник в Разловското въстание
- Никола Вецов (1866 – 1939), български учител и революционер, деец на ВМОК
- Никола Даскалов (1880 – 1903), деец на ВМОРО
- Никола Исидоров Копанаров (? – 1903), български революционер, загинал по време на Илинденското въстание в Мехомия[11]
- Никола Парапунов (1909 – 1943), комунистически партизанин
- Никола Чилев (1895 – ?), комунистически деец
- Никола Щерев, български учител в Хаджиоглу Пазарджик от 1874 година, завършил Габровската гимназия[14]

### П
- Панайот Попилиев Симон, свещеник в Бачево около 1835 година, свещеник и учител след това, син на Илия Симон[15]
- Петър Иванов Джоджов (1895 – 1944), български комунист, ятак[16]
- Петър Лачинов (1875 – 1950), български революционер, деец на ВМОРО.
- Петър Парапунов (р. 1929), български парашутист
- Петър Хаджийски – Клечката (? – 1903), революционер от ВМОРО, убит в родния си град[17]
- Петър Цуцуманов, български учител, книжар и политик
- Прифан Тумбев (1898 - ?), български учител, деец на БКП и ВМРО (обединена)

### Р
- Румен Порожанов (р. 1964), български политик, бивш министър на финансите

### С
- Славчо Даскалов (1899 - 1974), български военен и краевед
- Спас Тантилов (1912 – 1996), български комунист
- Спас Попфилимонов (1882 - ?), завършил право в Лозанския университет в 1910 година[18]

### Т
- Теодорица Попниколова (1860 – 1944), българска учителка

### Х
- Христо Данаилов, български търговец и революционер
- Христо Киров (1880 – 1972), български революционер
- Христо Лагадинов (1920 – 1984), български революционер и деец от Македонската патриотична организация

### Я
- Яне Ботков (1815 – 1899), български революционер

### Опълченци от Мехомия
- Благо Тодоров Пудев (1877 - след 1943), служил в Интендантската рота, Продоволствения транспорт;[19][20] на 27 април 1943 година, като жител на Разлог, подава молба за българска народна пенсия, която е одобрена и пенсията е отпусната от Министерския съвет на Царство България[19]
- Георги Лазаров, IV опълченска дружина, към 1918 г. живее в Ихтиман[21]
- Георги Христов, родом от Разлога, IV опълченска дружина, умрял преди 1918 г.[21]
- Григорий Николов, ІI опълченска дружина[22]
- Димитър Лазаров, родом от Разлога, IV опълченска дружина, умрял преди 1918 г.[21]
- Коста Георгиев, родом от Мехомийско, IV опълченска дружина, умрял преди 1918 г.[23]
- Марко Иванов Илиев, участник в Сръбско-турската война (1876) и в Българското опълчение.

### Македоно-одрински опълченци от Мехомия
- Георги Д. Андреев, 31-годишен, 2 рота на 5 одринска дружина, ранен, орден „За храброст“ ІV степен[24]
- Димитър Ангелов, македоно-одрински опълченец, 20-годишен, нестроева рота на 5 одринска дружина[25]

### Починали в Разлог
- Александър Николов Запанов, български военен деец, майор, загинал през Междусъюзническа война[26]
- Благой Даскалов (1867 – 1956), български революционер, деец на ВМОРО
- Костадин Катранджиев (1896 – 1944), български революционер, деец на ВМОРО (обединена)
- Лазар Топалов (1883 – 1912), български революционер, деец на ВМОРО
- Петър Лачинов (1875 – 1950), български революционер, деец на ВМОРО
- Симеон Попконстантинов (1874 – 1962), български революционер, деец на ВМОРО
- Телемах Илиев (1884 – 1913), български военен деец, капитан

### Свързани с Разлог
- Благой Антонов, Васил Аркаджиев и Манол Илиев, български революционери, четници на Филип Тотю в 1876 г.[27]